# Jake Larsson
Pour les articles homonymes, voir Larsson.
Jake Larsson, né le 9 janvier 1999 à Örebro en Suède, est un footballeur suédois, qui évolue au poste d'ailier droit.

## Biographie

### Jeunesse et formation
Jake Larsson commence le football à l'Adolfsbergs IK à l'âge de sept ans, avant de rejoindre le Karlslunds IF cinq ans plus tard. Il est intégré à l'équipe première en 2016 à l'âge de 17 ans, et signe en même temps son premier contrat. Le club évolue alors en quatrième division suédoise.
Le 5 décembre 2017, est annoncé son transfert à l'Hammarby IF.

### Örebro SK
Le 6 février 2019, il rejoint l'Örebro SK, club de sa ville natale, pour un contrat de trois ans. Il joue son premier match le 31 mars 2019, lors d'une rencontre d'Allsvenskan, lors de la première journée de la saison 2019 face au Falkenbergs FF. Il entre en jeu lors de ce match perdu par les siens (1-0).
Il inscrit son premier but en Allsvenskan le 24 avril 2019, sur la pelouse de l'IF Elfsborg (défaite 4-2). Par la suite, le 11 mai, il se met en évidence en marquant son premier doublé dans ce championnat, sur le terrain du GIF Sundsvall (victoire 1-2). Il termine la saison avec un total de huit buts inscrits en Allsvenskan. Ses prestations attirent notamment l'Inter Milan, qui s'intéresse à lui lors de l'été 2019.
Alors qu'on l'annonce partant au Brescia Calcio ou au PFK Ludogorets Razgrad, Jake Larsson prolonge son contrat le 6 mars 2020 à Örebro jusqu'en décembre 2023.

### En sélection nationale
Jake Larsson reçoit sa première sélection avec l'équipe de Suède espoirs le 7 juin 2019, face à la Norvège. Il est titulaire et joue l'intégralité de cette rencontre remportée par les siens sur le score de trois buts à un. Par la suite, le 15 octobre de la même année, il se met en évidence en inscrivant un doublé face au Luxembourg. La Suède l'emporte 0-3 dans ce match des éliminatoires de l'Euro espoirs 2021.